# Липоваць (Пакраць)
45°26′ пн. ш. 17°16′ сх. д. / 45.43° пн. ш. 17.27° сх. д.
Липоваць (хорв. Lipovac) — населений пункт у Хорватії, у Пожезько-Славонській жупанії у складі міста Пакраць.

## Населення
Населення за даними перепису 2011 року становило 0 осіб.
Динаміка чисельності населення поселення:

## Клімат
Середня річна температура становить 9,59 °C, середня максимальна – 21,97 °C, а середня мінімальна – -4,99 °C. Середня річна кількість опадів – 989 мм.
| Клімат поселення                              | Клімат поселення | Клімат поселення | Клімат поселення | Клімат поселення | Клімат поселення | Клімат поселення | Клімат поселення | Клімат поселення | Клімат поселення | Клімат поселення | Клімат поселення | Клімат поселення | Клімат поселення |
| Показник                                      | Січ.             | Лют.             | Бер.             | Квіт.            | Трав.            | Черв.            | Лип.             | Серп.            | Вер.             | Жовт.            | Лист.            | Груд.            |                  |
| Середній максимум, °C                         | 5,42             | 6,65             | 10,53            | 13,85            | 18,84            | 21,94            | 21,97            | 21,57            | 17,89            | 13,68            | 8,35             | 4,46             |                  |
| Середня температура, °C                       | 0,22             | 1,44             | 5,33             | 8,65             | 13,62            | 16,72            | 18,83            | 18,43            | 14,75            | 10,55            | 5,21             | 1,34             |                  |
| Середній мінімум, °C                          | −4,99            | −3,76            | 0,12             | 3,44             | 8,41             | 11,51            | 15,68            | 15,28            | 11,62            | 7,40             | 2,06             | −1,82            |                  |
| Норма опадів, мм                              | 59               | 56               | 65               | 83               | 91               | 112              | 94               | 95               | 82               | 84               | 92               | 76               |                  |
| Середньомісячна швидкість вітру, м/с          | 2.31             | 2.55             | 2.80             | 2.70             | 2.48             | 2.18             | 2.13             | 2.06             | 2.15             | 2.32             | 2.40             | 2.41             |                  |
| Середньомісячна сонячна радіація, кДж/м²·день | 4519             | 7262             | 10985            | 15107            | 19111            | 21047            | 22060            | 19426            | 14652            | 9274             | 5066             | 3764             |                  |
| --------------------------------------------- | ---------------- | ---------------- | ---------------- | ---------------- | ---------------- | ---------------- | ---------------- | ---------------- | ---------------- | ---------------- | ---------------- | ---------------- | ---------------- |
| Джерело:                                      |                  |                  |                  |                  |                  |                  |                  |                  |                  |                  |                  |                  |                  |